# Bundesstraße 236
Die Bundesstraße 236 (Abkürzung: B 236) ist eine etwa 210 km lange Bundesstraße, die überwiegend durch Nordrhein-Westfalen, teils aber auch in Hessen verläuft. Sie beginnt im westfälischen Kreis Coesfeld bei Olfen und führt durch das östliche Ruhrgebiet sowie durch das westliche und südliche Sauerland, vorwiegend im Lennetal, und endet im Ederbergland im nordhessischen Landkreis Marburg-Biedenkopf in Münchhausen.

## Verlauf
Die überwiegend in Nordwest-Südost-Richtung angelegte B 236 beginnt östlich von Olfen an der B 235, unterquert den Dortmund-Ems-Kanal und verläuft südwestlich durch Selm und Lünen. Zwischen Lünen und der AS Schwerte ist die B 236 als B 236n autobahnähnlich ausgebaut, mit dem Wambeler Tunnel (Länge: 1.420 m) und dem Tunnel Berghofen (1.310 m) als größten Einzelbauwerken. In diesem Bereich stellt die B 236 die in den 1980er Jahren geplante Autobahn 441 dar. Bei Schwerte wird das Ruhrtal gequert, bevor die Straße einen Höhenzug überquert. Hier wird der Kreis Unna verlassen und der Märkische Kreis beginnt. Die B 236 ist seit dem Jahr 2009 zwischen Schwerte-Ergste und Iserlohn-Letmathe für Motorradfahrer an Sams- und Sonntagen, Feiertagen, sowie von Montag bis Freitag von 17 bis 22 Uhr gesperrt.
Bei Iserlohn-Letmathe steigt die B 236 hinab ins Lennetal. Als Ortsumgehung von Letmathe und Iserlohn-Oestrich fungiert ein Schwenker über die A 46 und eine Hochbrücke über Oestrich. Durch das Lennetal führt der Weg durch Nachrodt-Wiblingwerde und Altena nach Werdohl, wo die B 229 ein kurzes Stück auf derselben Trasse verläuft. Nach Plettenberg beginnt der Kreis Olpe mit den Orten Finnentrop und Lennestadt.
Ab Schmallenberg erreicht die B 236 den Hochsauerlandkreis. 1997 wurde der Tunnel Schmallenberg (235 m) in Betrieb genommen. Die B 236 verläuft seitdem nicht mehr durch den historischen Stadtkern von Schmallenberg. Hinter Schmallenberg wird das Lennetal verlassen.
Bei Winterberg befinden sich seit 1995 der im Rahmen einer Ortsumgehung an der Stadt vorbeiführende Herrlohtunnel (168 m), der an einem gemeinsamen Abschnitt von B 236 und B 480 liegt, und der unter der Innenstadt verlaufende Waltenbergtunnel (230 m).
Letzter Ort in Nordrhein-Westfalen ist Hallenberg. Auf hessischer Seite geht es durch den Landkreis Waldeck-Frankenberg mit den Ortschaften Bromskirchen, Allendorf und Battenberg. Die B 236 verläuft an Wollmar entlang und endet in Münchhausen an der B 252.

## Ausbauzustand
Die B 236 ist zum größten Teil mit einem Fahrstreifen je Fahrtrichtung ausgestattet. Der autobahnähnliche Abschnitt zwischen Lünen-Süd / B 54 und der AS Schwerte (südlichster Abschnitt nicht mehr autobahnähnlich) besitzt zwei Fahrstreifen je Richtung.
Darüber hinaus gibt es einige zweistreifige Abschnitte:
- Lünen-Kurt-Schumacher-Ring (beide Richtungen)
- Brücke Datteln-Hamm-Kanal bei Lünen bis Anschluss Kraftfahrstraße (nur in Richtung Südwest)
- Iserlohn-Grüne bis  IS-Oestrich (Richtung Nord)

## Planungen
Im Bundesverkehrswegeplan 2030 sind folgende Planungen zur B 236 enthalten:
- Der Abschnitt in Lünen zwischen Bahnbrücke (Abzweig Kupferstraße), dort vereint mit der B 54, und dem Beginn der Kraftfahrstraße soll komplett auf 2 + 2 Fahrstreifen ausgebaut werden (vordringlicher Bedarf).[1] Baubeginn ist erfolgt, Fertigstellung bis 2024 geplant.
- Der Abschnitt zwischen der Dortmunder Stadtgrenze (Aplerbecker Mark) und Schwerte () soll ebenfalls komplett auf 2 + 2 Fahrstreifen ergänzt werden, ist bereits fest disponiert.

Zudem soll die Lennebrücke in Nachrodt durch einen Neubau ersetzt und die Bundesstraße um ein paar Hundert Meter nach Norden verschwenkt werden.